# بایرون ۳۳۰۶

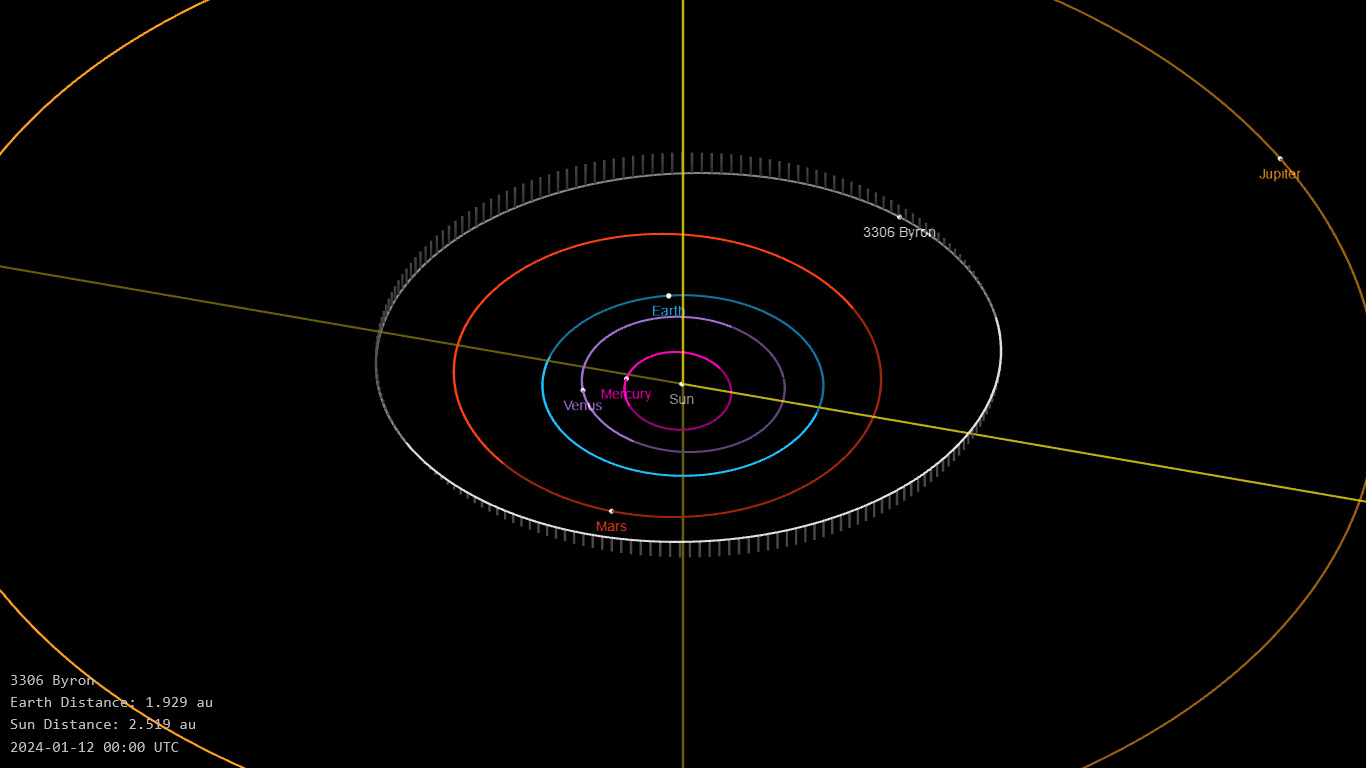
نمایی از محل قرارگیری سیارک بایرون ۳۳۰۶ در مدار – ۲۰۲۴

سیارک ۳۳۰۶ (به انگلیسی: 3306 Byron، نامگذاری:1979SM11) سه هزار و سیصد و ششمین سیارک کشف شده‌است که در ۲۴ سپتامبر ۱۹۷۹ کشف شد.
قدر مطلق سیارک برابر ۱۲٫۷۰ است.